# جيمس وارن
جيمس وارن (بالإنجليزية: James Warren)‏ هو ناشر أمريكي، ولد في 29 يوليو 1930 في فيلادلفيا في الولايات المتحدة.